# Rhionaeschna pallipes
Rhionaeschna pallipes – gatunek ważki z rodziny żagnicowatych (Aeshnidae). Występuje na terenie Ameryki Południowej.